# Hostivice-Litovice
Hostivice-Litovice – przystanek kolejowy w miejscowości Hostivice, w kraju środkowoczeskim, w Czechach. Znajduje się na wysokości 385 m n.p.m.
Na przystanku nie ma możliwości zakupu biletów, a obsługa podróżnych odbywa się w pociągu. 

## Linie kolejowe
- 122 Praha - Hostivice - Rudná u Prahy